# Соломинка

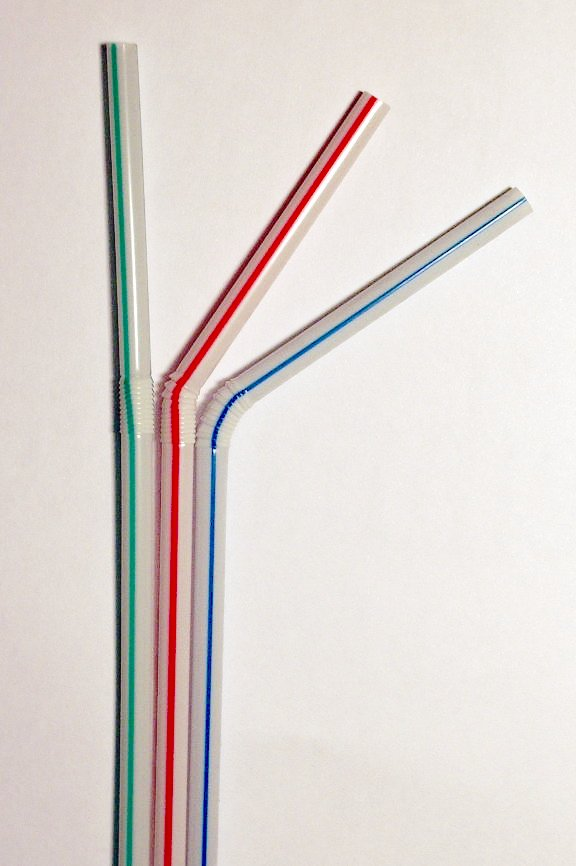
Стійкість елементів гофра соломинки дозволяє утримувати ряд кутів її загального вигину

Соломинка — пристосування у вигляді трубочки, призначене для втягування напоїв до порожнини рота, з метою подальшого проковтування. широко використовується для пиття різноманітних коктейлів та інших напоїв у ресторанах швидкого харчування і барах.

## Історія

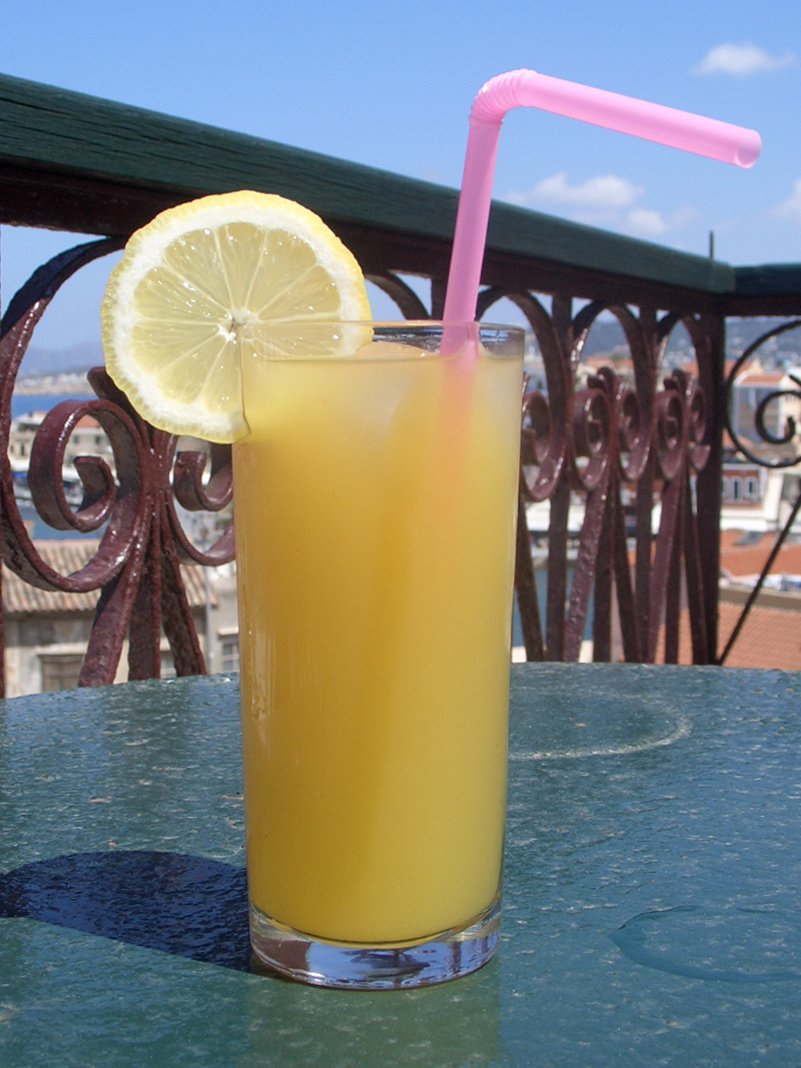
Соломинка для коктейлю.

У минулому, соломинка виготовлялася з соломи, яка містить пустотілі стебла злакових, від чого і виникла назва. За легендою, першу штучну соломинку з паперу винайшов Марвін Стоун, на що він отримав патент США № 375962 у Вашингтоні третього січня 1888 року. У ранньої паперової соломинки був маленький діаметр, тому, для збільшення швидкості пиття, було поширене використовувати їх по кілька. Сучасні пластмасові соломинки, поширені у ресторанах швидкого харчування, мають діаметр, достатній для комфортного пиття за допомогою однієї соломинки. Джозеф Фрідман продовжив розвиток конструкції, ввівши в соломинку гофровану ділянку, що дозволяє згинати її для більшої зручності використання, на що він отримав 28 вересня 1937 року патент США № 2094268. Після невдалої спроби продати свій винахід він розробив кілька технологій, що дозволяють масово виробляти цей тип соломинок, просунувши тим самим новинку на ринок. Пізніше були запропоновані досконаліші конструкції соломинок. Одна з них, що не одержала поки розповсюдження, пружна соломинка, що містить у нижній своїй частині пружиноподібну ділянку. Ця соломинка поміщається у пляшку у стислому стані та впирається своїми кінцями у дно і в пробку. А при відкриванні пляшки стиснена ділянка розтискується, тим самим виштовхуючи верхню частину пляшки із шийки пляшки, забезпечуючи можливість випити вміст пляшки, не торкаючись руками до самої соломинки (Євразійський патент № 004282).